# Ирански напади на Израел у јуну 2025.
Увече 13. јуна 2025. године, Иран је покренуо напад великих размера на Израел, испаливши преко 150 балистичких ракета и више од 100 дронова,  као одговор на израелске ваздушне нападе раније тог дана на иранска нуклеарна постројења и високе војне званичнике.  Ирански кодни назив за напад био је Операција „Право обећање“ III. Напади су означили значајну промену у текућим тензијама између Ирана и Израела, доводећи њихов однос у стање директне конфронтације. Штрајкови су изазвали широке регионалне и међународне последице, укључујући нагли раст цена нафте, поремећаје у глобалним бродским рутама и обуставу ваздушног саобраћаја. Догађаји су такође изазвали широке међународне реакције, а Уједињене нације су више пута позивале на уздржаност усред растуће забринутости због могућности ширег сукоба на Блиском истоку.